# Corroded
Corroded es un grupo musical sueco de rock y heavy metal surgido en Ånge por el año 2004. Se dieron a conocer por la canción Time And Again que fue la banda sonora de la versión sueca de Supervivientes. Su segundo álbum "Exit To Transfer" (que vio la luz en 2010 a través de Ninetone Records), alcanzó el puesto número seis en el registro gráfico nacional de Suecia Sverigetopplistan.

## Miembros
- Jens Westin - guitarra y voz
- Peter Sjödin - guitarra
- Tomas Andersson - guitarra
- Bjarne Elvsgård - bajo
- Per Soläng - batería

### Exmiembros
- Niklas Källström - bajo
- Martin Källström - batería
- Fredrik Westin - guitarra
- Tommy Rehn - guitarra

## Discografía

### Eleven Shades of Black (2009)
1. "6 Ft of Anger"
2. "Time and Again"
3. "King of Nothing"
4. "Leave Me Alone"
5. "Come On In"
6. "Inside You"
7. "Bleed"
8. "Scarred"
9. "Token"
10. "All the Voices"
11. "Enigma"

### Exit To Transfer (2010)
1. "Age of Rage"
2. "My Hollow Shell"
3. "It's Up to You"
4. "Dust"
5. "Piece by Piece"
6. "I Am Your Saviour"
7. "All the Heroes Are Dead"
8. "The One"
9. "Forget About Me"
10. "The Scars the Wounds"
11. "Dead on Arrival"
12. "Headstone"

### State of Disgrace (2012)
1. "Oderint Dum Metuant"
2. "Let Them Hate As Long As They Fear"
3. "More Than You Can Chew"
4. "I Will Not"
5. "Uncommon Sense"
6. "I Am The God"
7. "Believe In Me"
8. "Beautiful Revolution"
9. "Dirt"
10. "As I Am"
11. "Clean My Guns"
12. "Stop Me From Screaming"

### Defcon Zero (2017)
1. "Carry Me My Bones"
2. "Gun And A Bullet"
3. "Retract And Disconnect"
4. "Fall Of A Nation"
5. "Vessels Of Hate"
6. "Day Of Judgement"
7. "A Note To Me"
8. "Burn It To The Ground"
9. "DRF"
10. "Feel Fine"
11. "Rust And Nail"

### Bitter (2019)
1. Bitter - Intro
2. Cross
3. Burn
4. Black
5. Testament
6. Scream
7. Cyanide
8. Destruction
9. Time
10. Drown
11. War